# Philip E. High
Philip Empson High (geboren am 28. April 1914 in Biggleswade, Bedfordshire; gestorben am 9. August 2006 in Canterbury) war ein britischer Science-Fiction-Autor.

## Leben
High war der Sohn von William High, einem Bankangestellten, und von Muriel High. Er wuchs als Mittlerer von drei Brüdern zunächst in North Walsham und dann in Great Yarmouth in Norfolk auf. 1921 wurde der Vater an eine Filiale in Whitstable in Kent versetzt.
High besuchte von 1924 bis 1930 das Kent College in Canterbury, war aber ein nur sehr mäßiger Schüler. Er begann als Zeitungsreporter zu arbeiten, die Laufbahn wurde aber durch den Zweiten Weltkrieg unterbrochen, während dessen er in der Royal Navy diente.
Nach dem Krieg arbeitete High eine Zeit lang als Versicherungsagent und in anderen Jobs. 1950 heiratete er Pamela Baker, mit der er zwei Töchter hatte. Von diesem Jahr an bis zu seiner Pensionierung 1979 war er Busfahrer bei der East Kent Road Car Company und Schriftsteller im Nebenberuf.
High war von Jugend an ein eifriger Leser, auch von Science-Fiction, die er mit 13 Jahren für sich entdeckt hatte. Seine literarischen Versuche seit seiner Teenagerzeit – er war ein Bewunderer von Nevil Shute – bewegten sich aber in anderen Genres und blieben erfolglos. Erst Mitte der 1950er Jahre begann er SF-Kurzgeschichten zu schreiben und 1955 erschien The Statics in dem von Herbert J. Campbell herausgegebenen Magazin Authentic Science Fiction Monthly. In den folgenden Jahrzehnten bis zu seinem Tod schrieb High über 80 Kurzgeschichten. Ein großer Teil dieser Kurzgeschichten erschien in den Jahren 1955 bis 1964. Eine erste Sammlung dieser Kurzgeschichten erschien 2002. Ab Mitte der 1960er Jahre wandte High sich dem Roman zu und schrieb bis 1979 insgesamt 14 Romane, von denen ein Großteil in deutscher Übersetzung erschien – meist allerdings in Heftromanreihen.
Da es kein Interesse zu geben schien, veröffentlichte High nach 1979 keine weitere SF. Als er jedoch Ende der 1990er Jahre von Philip Harbottle angesprochen wurde, zeigte sich, dass er weiterhin produktiv war, und so erschienen eine Reihe weiterer Kurzgeschichten Highs in den von Harbottle herausgegebenen Anthologien.
High starb 2006 im Alter von 92 Jahren.

## Bibliographie
Romane
- No Truce with Terra. 1964.
  - Deutsch: Die Metalloiden. (= Terra Nova. 149). Moewig, 1970.
- The Prodigal Sun. 1964.
  - Deutsch: Die verlorene Sonne. (= Terra Nova. 115). Moewig, 1970.
- The Mad Metropolis. 1966. (auch als Double Illusion)
- Reality Forbidden. 1967.
  - Deutsch: Verbotene Wirklichkeit. (= Goldmanns Weltraum Taschenbücher #0114). 1970.
- These Savage Futurians. 1967.
  - Deutsch: Die Insel der Wissenschaftler. (= Terra Nova. 157). Moewig, 1970.
- Twin Planets. 1967.
  - Deutsch: Die Zwillingsplaneten. (= Terra Nova. 91). Moewig, 1969.
- Invader on My Back. 1968.
  - Deutsch: Diktatur der Parasiten. (= Terra Nova. 99). Moewig, 1969.
- The Time Mercenaries. 1968.
  - Deutsch: Armee aus der Retorte. (= Science Fiction Taschenbuch. 3). Bastei Lübbe, 1971.
- Butterfly Planet. 1971.
  - Deutsch: Der Planet der Schmetterlinge. (= Goldmanns Weltraum Taschenbücher #0138). 1972, ISBN 3-442-23138-2. (Auch als: Planet der Schmetterlinge. (= Super-Science-Fiction. 126). Xenos, 1981).
- Come, Hunt an Earthman. 1973.
- Sold - For a Spaceship. 1973.
  - Deutsch: Nach dem Inferno. (= Science Fiction Taschenbuch. 21051). Bastei Lübbe, 1974, ISBN 3-404-04910-1.
- Speaking of Dinosaurs. 1974.
- Fugitive from Time. 1978.
- Blindfold from the Stars. 1979.

Sammlungen
- The Best of Philip E. High. 2002.
- Step to the Stars. 2004.
- Guilty as Charged: Fantastic Crime Stories. 2013.

Kurzgeschichten
- The Statics. 1955.
- A Schoolroom for the Teacher. 1956.
- The Collaborator. 1956.
- Wrath of the Gods. 1956.
- City at Random. 1956.
- Assassin in Hiding. 1957.
- Buried Talent. 1957.
- Life Sentence. 1957.
- The Ancient Enemy. 1957.
- The Golden Age. 1957.
- Guess Who? 1957.
- Plague Solution. 1957.
- Time Bomb. 1957.
- Topside. 1957.
- Further Outlook. 1957.
- The Meek Shall Inherit. 1958.
- Risk Economy. 1958.
- Shift Case. 1958.
- The Guardian. 1958.
  - Deutsch: Der Wächter. In: Walter Spiegl (Hrsg.): Science-Fiction-Stories 72. (= Ullstein-Bücher. 3487; Ullstein. 2000). Ullstein, 1978, ISBN 3-548-03487-X.
- The Lords of Creation. 1958.
- A Race of Madmen. 1959.
- Infection. 1959.
- Squeeze Box. 1959.
- Project - - Stall. 1959. (auch als Project Mars)
- To See Ourselves. 1959.
- For Those Who Wait. 1959.
- Pseudopath. 1959.
- Mumbo-Jumbo Man. 1960.
- Pursuit Missile. 1960.
- Routine Exercise. 1961.
- The Jackson Killer. 1961.
- Fallen Angel. 1961.
- The Martian Hunters. 1961.
- Survival Course. 1961.
- The Psi Squad. 1962.
- Blind as a Bat. 1962.
- Probability Factor. 1962.
- Dictator Bait. 1962.
- The Method. 1962.
- Dead End. 1962.
- The Big Tin God. 1963.
- Bottomless Pit. 1963.
- Point of No Return. 1963.
- Relative Genius. 1963.
- Temporary Resident. 1966.
- The Adapters. 1969.
- Psycho-Land. 1970.
- Technical Wizard. 1970.
- Fixed Image. 1970.
- The Kiss. 1998.
- The Falling Elephant. 1999.
- The Gulf. 1999.
- Transit Serum. 1999.
- Chain Reaction. 2000. (als B. J. Empson)
- One Hour To Darkness. 2000.
- The Occultist. 2000. (als B. J. Empson)
- Malfunction Syndrome. 2001.
- The Artifact. 2002.
- A Question of Fuel. 2003.
- Guilty as Charged. 2003. (als B. J. Empson)
- Let There Be Light. 2003.
- Production Model. 2003.
- Seeds of Invasion. 2003.
- The Drainpipe. 2003.
- The Elementals. 2003.
- Time Ticket. 2003.
- Bought on the Internet. 2003. (als B. J. Empson)
- Awakening. 2004.
- Funny Farm. 2004.
- Galactic Love Story. 2004.
- Pioneer Plus. 2004.
- Step to the Stars. 2004.
- The Gunman. 2004.
- The Mex. 2004.
- The Price to Pay. 2004.
- The Prisoner. 2004.
- The Thing at the Bottom of the Garden. 2004.
- Tune out of Time. 2004.
- Virtual Reality. 2004.
- The Simulator. 2006.
- The Wishing Stone. 2008.
- This World Is Ours. 2008.